# Phineas L. Tracy
 Phineas Lyman Tracy  (* 25. Dezember 1786 in Norwich, Connecticut; † 22. Dezember 1876 in Batavia, New York) war ein US-amerikanischer Politiker. Zwischen 1827 und 1833 vertrat er den Bundesstaat New York im US-Repräsentantenhaus.

## Werdegang

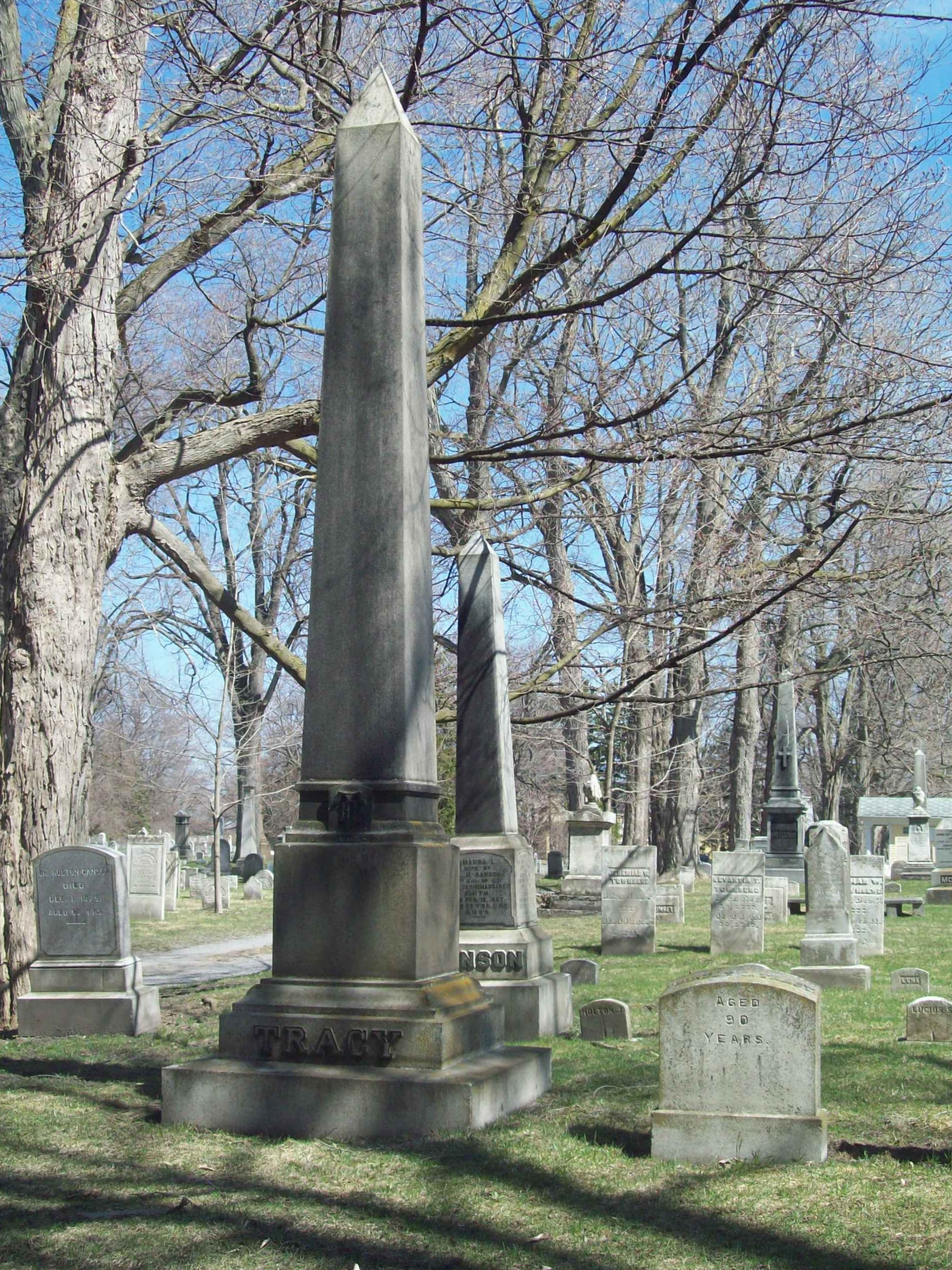
Phineas L. Tracy Obelisk auf dem Batavia Cemetery, Batavia NY (April 2011)

Phineas Tracy war der ältere Bruder des Kongressabgeordneten Albert H. Tracy (1793–1859). Im Jahr 1806 absolvierte er das Yale College. Danach unterrichtete er für zwei Jahre als Lehrer. Nach einem Jurastudium und seiner 1811 erfolgten Zulassung als Rechtsanwalt begann er in Madison im Staat New York in diesem Beruf zu arbeiten. Um das Jahr 1815 verlegte er seinen Wohnsitz und seine Kanzlei nach Batavia. Politisch wurde er Mitglied der kurzlebigen Anti-Masonic Party.
Nach dem Rücktritt des Abgeordneten David Ellicott Evans wurde Tracy bei der fälligen Nachwahl für den 29. Sitz von New York als dessen Nachfolger in das US-Repräsentantenhaus in Washington, D.C. gewählt, wo er am 5. November 1827 sein neues Mandat antrat. Nach zwei Wiederwahlen konnte er bis zum 3. März 1833 im Kongress verbleiben. Seit dem Amtsantritt von Präsident Andrew Jackson im Jahr 1829 wurde innerhalb und außerhalb des Kongresses heftig über dessen Politik diskutiert. Dabei ging es um die umstrittene Durchsetzung des Indian Removal Act, den Konflikt mit dem Staat South Carolina, der in der Nullifikationskrise gipfelte, und die Bankenpolitik des Präsidenten.
Im Jahr 1832 verzichtete Tracy auf eine weitere Kongresskandidatur. Zwischen 1841 und 1846 war er Vorsitzender Richter am Bezirksgericht im Genesee County. Danach zog er sich in den Ruhestand zurück. Er starb am 22. Dezember 1876, drei Tage vor seinem 90. Geburtstag, in Batavia, wo er auch beigesetzt wurde.